# Глікозиди
Глікози́ди (від грец. γλυκύς — «солодкий» та είδο — «вигляд») — природні органічні речовини, сполуки складної будови, дуже поширені в рослинному світі; з погляду хімії — продукти конденсації циклічних форм вуглеводів (моно- або олігосахаридів) та компонента невуглеводної природи (аглікону), якими можуть бути стероїди, феноли або алкалоїди. За хімічними характеристиками подібні до гарбників.
Більшість глікозидів мають гіркий смак і специфічний запах, деякі з них володіють токсичною дією.

## Будова
Молекула глікозиду складається з двох частин: цукру, він зазвичай представлений моносахаридом, і аглікону («не цукру»). Маючи таким чином половину молекули цукру, вони близькі до вуглеводів, і це дає змогу об'єднати їх в одну групу. 

Глікозидна частина молекули, яка є циклічною формою цукрів, пов'язана через атом кисню, сірки чи азоту з радикалом органічної сполуки, що не становить собою цукру. Цей радикал називають агліконом, або геніном. Аглікони глікозидів за хімічною будовою бувають аліфатичними, ароматичними і гетероциклічними сполуками. При гідролізі глікозиди розщеплюються на вуглеводневу частину (глікон) і невуглеводневу (аглікон).
 Інша половина молекули (аглікон) визначає специфічні особливості глікозиду, зокрема його лікувальні властивості. Уважають, що кращим проникненням лікувального аглікону в клітини глікозиди завдячують цукровій частині молекули. Так, аглікон у чистому вигляді, без цукру, може й не проникнути в кров і не виявити необхідної лікувальної дії. Таким чином, цукор ніби несе на собі гірку, їдку чи чимось неприйнятну частину.

## Утворення
Глікозиди в рослинах виникають для знешкодження всередині рослинного організму дуже активного аглікону, який міг утворитися в процесі метаболізму або потрапити ззовні.
Рослини, як відомо, в процесі фотосинтезу утворюють цукор, тому в цукрах у них ніколи дефіциту немає. Якісь надто активні, непотрібні в цей час рослині сполуки пов'язуються з цукром і стають через це для рослини нешкідливими, набувають здатності пересуватись по рослині подібно до цукрів. Еволюція використала наявність глікозидів і як захист проти поїдання рослинної маси тваринами, бактеріями чи грибами, бо в них глікозиди розщеплюються, цукор засвоюється, а аглікон діє частіше як отрута.
В рослинах, що містять глікозиди, одночасно є ферменти, що їх розщеплюють на цукор і аглікон. Тому
такі рослини треба сушити якомога швидше і при температурах, що не перевищують 60 °С, після чого зберігати в сухих, добре провітрюваних приміщеннях.

## Класифікація
Розрізняють О-глікозиди, S-глікозиди (тіоглікозиди) та N-глікозиди. Найпоширеніші у природі О-глікозиди.

У медицині знайшли застосування такі основні групи цих сполук:

- а) фенілглікозиди, що містять фенільний радикал в агліконі. До них належать одноатомні і багатоатомні феноли;
- б) антраглікозиди, які містять аглікон, похідний антрахінону. Їх виявлено в різних видах крушини, ревеню, алое;
- в) флавонові глікозиди, аглікон яких є похідним флавону. Переважна більшість флавонових глікозидів (рутин, катехіни) мають Р-вітамінну активність;
- г) стероїдні глікозиди, або серцеві, що належать до групи О-глікозидів, аглікони яких мають стероїдну структуру і характеризуються значною дією на серцевий м'яз. Глікозиди конвалії травневої (звичайної), горицвіту весняного, наперстянки мають давню традицію застосування в народній, а згодом і науковій медицині;
- д) S-глікозиди, або тіоглікозиди, — найменш поширена група глікозидів серед рослинного світу. Їх знайдено в насінні сарепської і чорної гірчиці, редьці посівній, хроні звичайному, капусті. Названі сполуки гострі, пекучі на смак. Вони збуджують апетит, виявляють місцеву подразнюючу дію, завдяки чому посилюють кровообіг при зовнішньому застосуванні, справляють активний бактерицидний і бавктеріостатичний влив на патогенні групи мікроорганізмів, що викликають запалення шкіри, підшкірної основи та м'язів людини.[3]

## Фізіологічна дія
Специфічна дія глікозиду зумовлена типом аглікону. Це здебільшого кристалічні сполуки, майже завжди гіркі на смак, мають специфічний запах. Беруть участь у процесах обміну речовин.

## Деякі важливі приклади
Особливо багаті на глікозиди рослини, але виявлені вони і в організмах тварин. У рослинах найчастіше зустрічаються такі глікозиди:
- амигдалін, який часто міститься в листках і кісточках рослин родини розових: гіркий мигдаль, абрикос, персик, слива
- синігрин — гірчиця, хрін
- соланін — картопля
- антраглікозиди — ревінь
- дигітоксин, дигоксин, целанід — пурпурова, великоквіткова, шерстиста та іржава наперстянки[4]
- вібрулін — калина звичайна[3]

Для рослин з родини капустяних (хрестоцвітих) характерна наявність у глікозидах сірковмісних речовин. Це — глікозиди синігрин і синальбін у насінні гірчиці.
У розоцвітих поширений амигдалін, який розпадається з виділенням синильної (ціанової) кислоти. Він є в насінні гіркого мигдалю, абрикоса, вишень, персика, сливи, лавровишні, в квітках і листі черемхи, а також зустрічається в представників зовсім інших родин.
У зелених частинах льону глікозид лінамарин також містить синильну кислоту — дуже сильну отруту.
У жовтецевих зустрічається анемонін і протоанемонін.
Строфантин характерний для рослин родини кутрових — строфанту (чилібухи), олеандра, кендирю коноплевидного.
До групи глікозидів в організмі тварин і людини належать цереброзиди мозку і нуклеозиди. Деякі глікозиди (стрептоміцин, азонін, строфантин) застосовують у медицині.

## Одержання
Глікозиди, як і багато інших органічних речовин, можна одержувати штучним шляхом, однак при цьому утворюються численні ізомери, тотожні молекули, з дещо іншим розміщенням частин, які, проте, не мають фізіологічної чи фармакологічної активності. Розділити таку суміш з практично однакових у хімічному відношенні молекул на активні й неактивні дуже важко, часом просто неможливо, бо число ізомерів іноді налічує 128, 256 і більше варіантів, а тому для виготовлення ліків потрібна природна рослинна сировина. Її заготовляють у природі або ж вирощують на полях.